# Літомишль

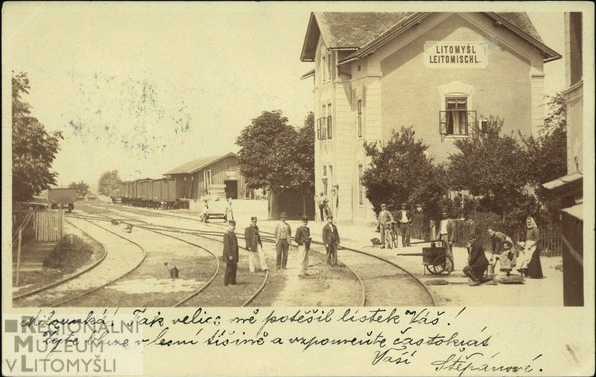
Залізничний вокзал в Литомишлі. 1890—1900

Літомишль (чеськ. Litomyšl, нім. Leitomischl) — місто в Чехії, в Пардубицькому краї, на віддалі 136 км на схід від Праги. Замковий палац у центрі міста входить до списку Світової спадщини ЮНЕСКО.

## Історія
Вперше Літомишль згадується в 981 році у першій латинській хроніці, присвяченій історії чехів, «Chronica Boemorum» католицького священика Кузьми Празького. Вважається, що в X столітті князі Славниковичі на дорозі між Богемією та Моравією побудували фортецю на місці нинішнього замку. У 1098 році поруч із замком був монастир бенедиктинців, заснований князем Бржетиславом II (1056—1100), пізніше захоплений премонстрантами, привезеними з околиць Аахена в 1145 році Оломоуцьким єпископом Індржихом Здіком та королем Владиславом II (1110—1174). Премонстранський монастир сьогодні не існує, а на його місці — ренесансний замок.

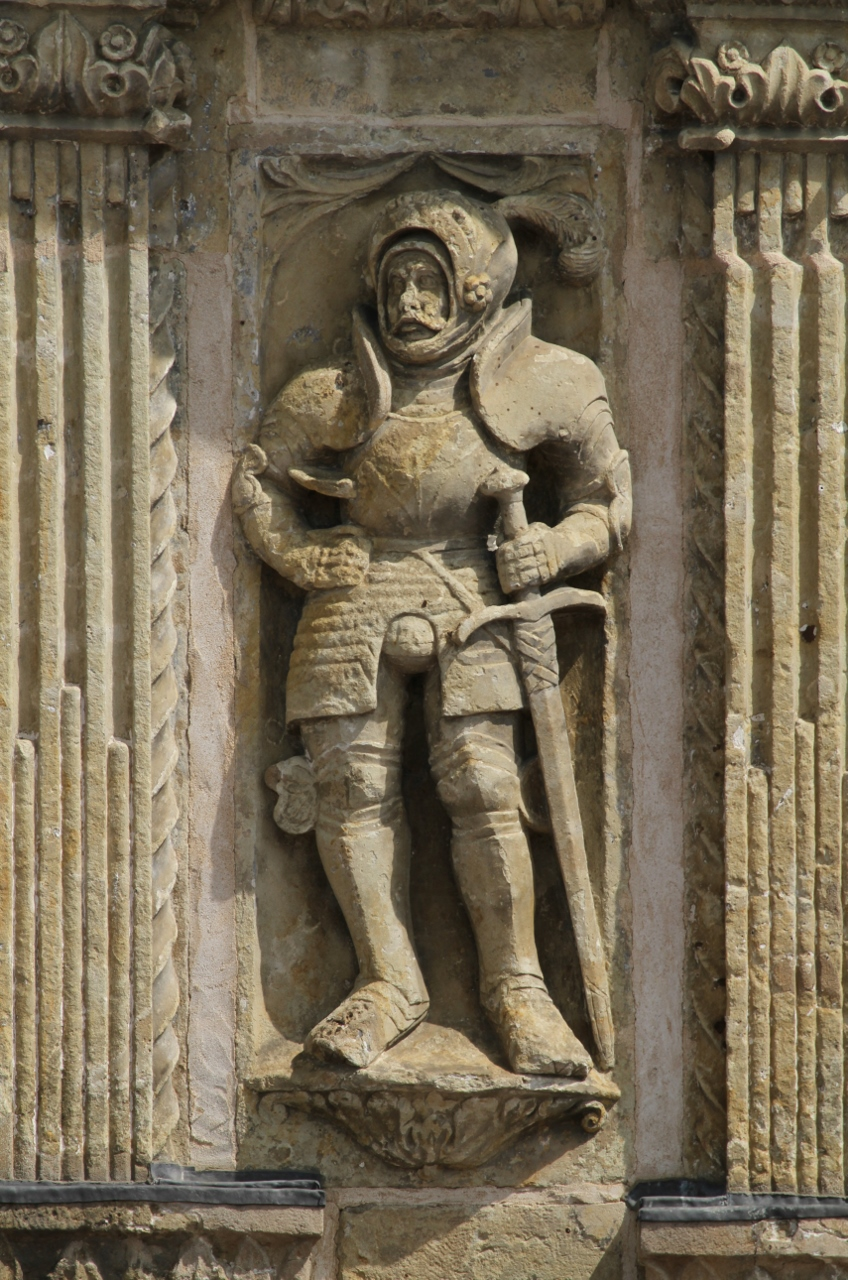
Рельєф лицаря XVI ст.
на фронті дому «У лицаря»

У 1259 році король Перемисл-Отокар ІІ надав поселенню ринкові права, а в 1263 році — міські права. В цей час у місті проживали як чехи, так і німці. У другій половині XIV століття існували цехи пекарів, драпірувальників і ткачів.
У 1344 році тут заснували єпископство. 1356 року єпископ Йоганнес фон Ноймаркт привіз до Літомишля монахів августинців. Розквіт міста припав на XVI століття. У пізніші століття внаслідок пожеж та повені місто занепало.
Письменник Алоїс Їрасек працював вчителем у Літомишлі, у цьому місті він створив сюжет для свого роману «Філософська історія» (1878), в якому розповідається про патріотичний запал молоді Літомишля перед та під час «Весни націй» — революції 1848—1849 років.

## Освіта
- Факультет реставрування Пардубицького університету[cs] — одне з небагатьох університетських місць, де можна здобути освіту спеціаліста в галузі реставрації та консервації пам'яток культури.

## Туристичні об'єкти

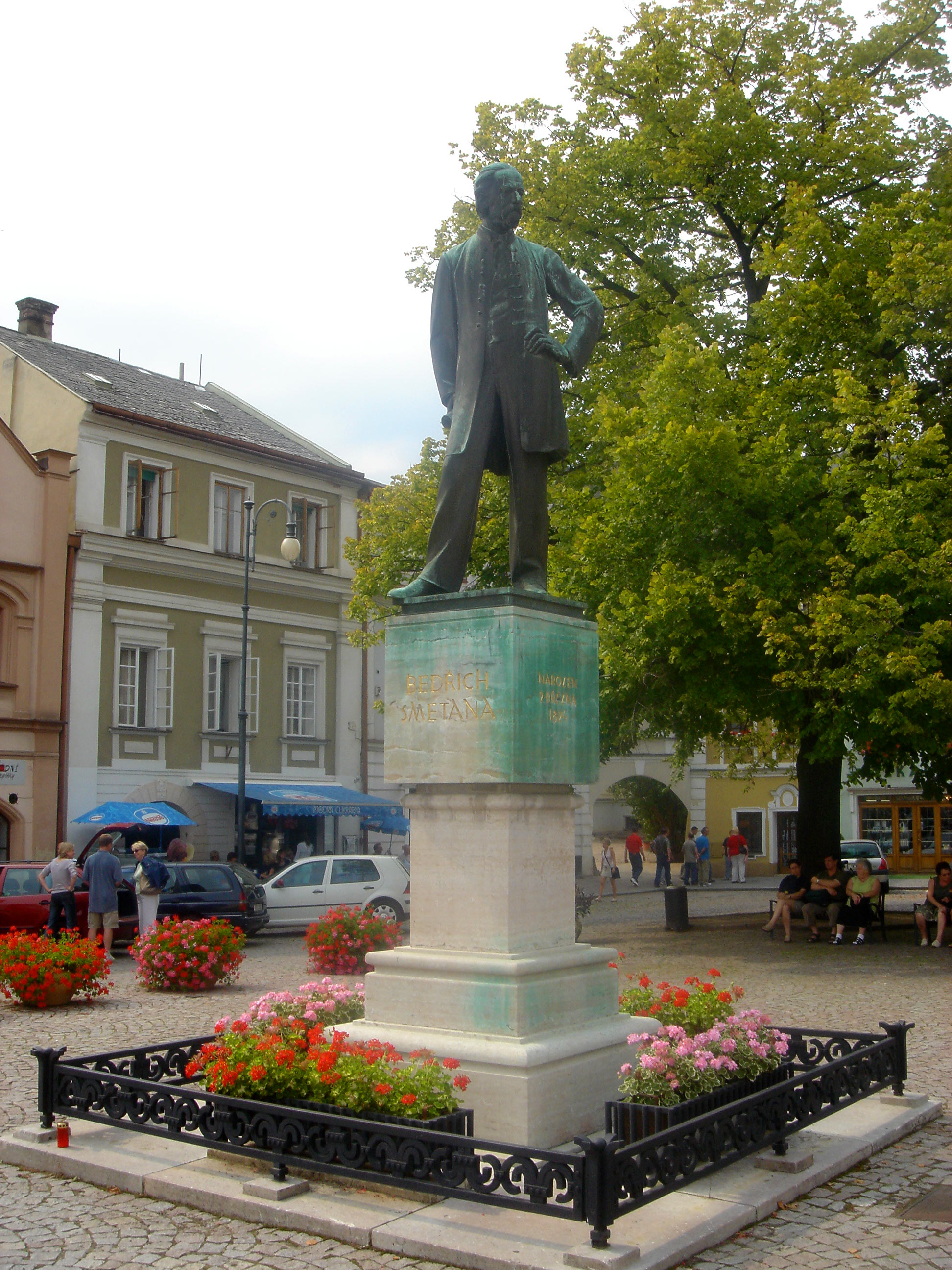
Пам'ятник
Бедржиха Сметани

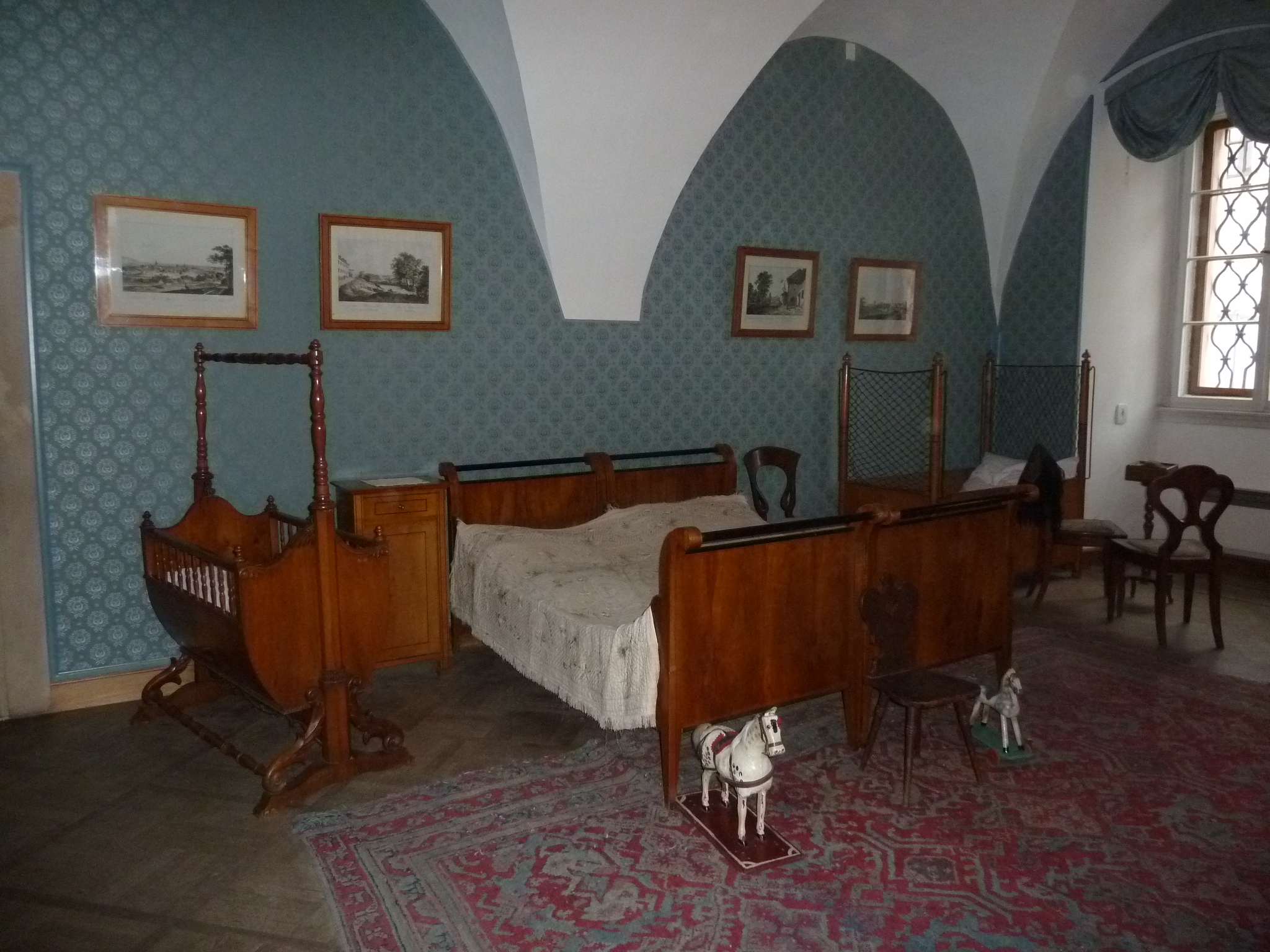
Місце народження Бедржиха Сметани

- Літомишльський замок — ренесансний замок 1567—1585 років. З 1999 року це об'єкт Світової спадщини ЮНЕСКО.[2]
- Регіональний музей у Литомишлі[cs] — будинок колишньої гімназії піарів (Їраскова, 9).
- Місце народження Бедржиха Сметани[cs] — в будівлі колишньої пивоварні на території замку в Літомишлі.
- Міська галерея Литомишля[cs] — картинна галерея творів XIX—XXI століть художників Літомишльського краю в будинку «У лицаря» (U Rytířů, площа Сметани, 110).
- Августинська церква Воздвиження Хреста Господнього — споруджена у 1356—1378 роках, перебудована у 1601 році.
- Монастир піарів з церквою Відкриття Чесного Хреста — збудований у 1714 році; також гімназія піарів.
- Пам'ятник Бедржиха Сметани (1824—1884) — вшанування пам'яті відомого композитора, який народився у Литомишлі.
- Портмонеум[cs] — будинок митника Портмана з картинами Йозефа Вахала[cs].
- Пам'ятник природи Недошинський гай[cs] — на захід від міста.

## Народилися в Літомишлі
- Бедржіх Сметана (1824—1884) — композитор.
- Елішка Клімкова-Дойчова[cs] (1906—1981) — чеський невролог та викладач.
- Зденєк Копал (1914—1993) — чеський астроном, член Лондонського королівського товариства.
- Зденек Неєдли (1878—1962) — чехословацький учений і громадсько-політичний діяч, музикознавець, історик, літературний критик.
- Карел Пік (1920 — 11995) — чеський есперантист.
- Арне Новак[cs] (1880—1939) — чеський критик, історик мистецтва та літератури.

## Померли в Літомишлі
- Мартін Кабатнік (1428? — 1503) — чеський письменник і мандрівник, за фахом ткач і кравець.
- Фролов Михайло (1897—1930) — козачий та український військовий діяч.
- Карел Пік (1920 — 1995) — чеський есперантист.

## Міста-партнери
- Левоча  Словаччина
- Роден  Нідерланди
- Сан-Поло-д'Енца  Італія

## Галерея

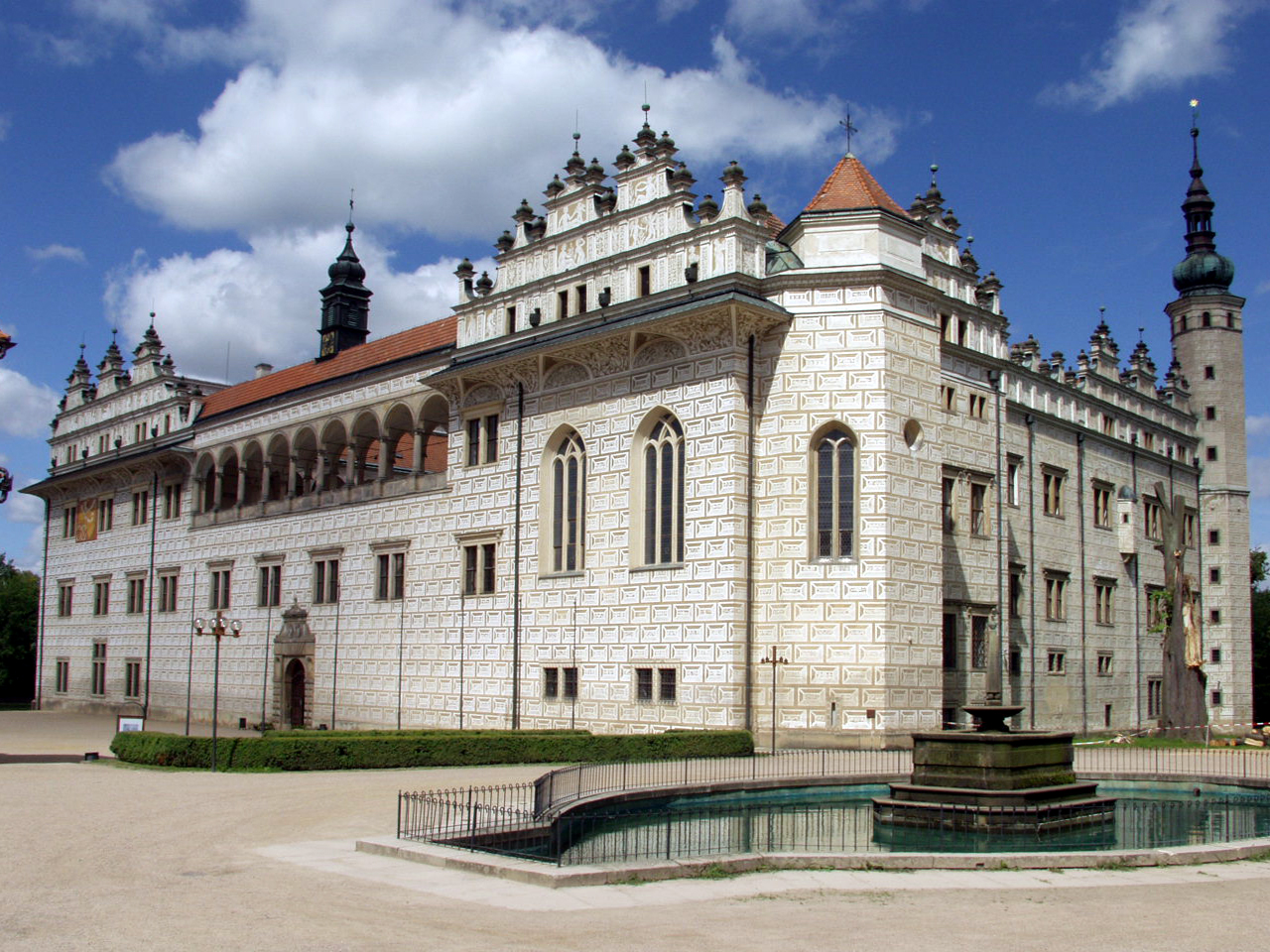
Замок
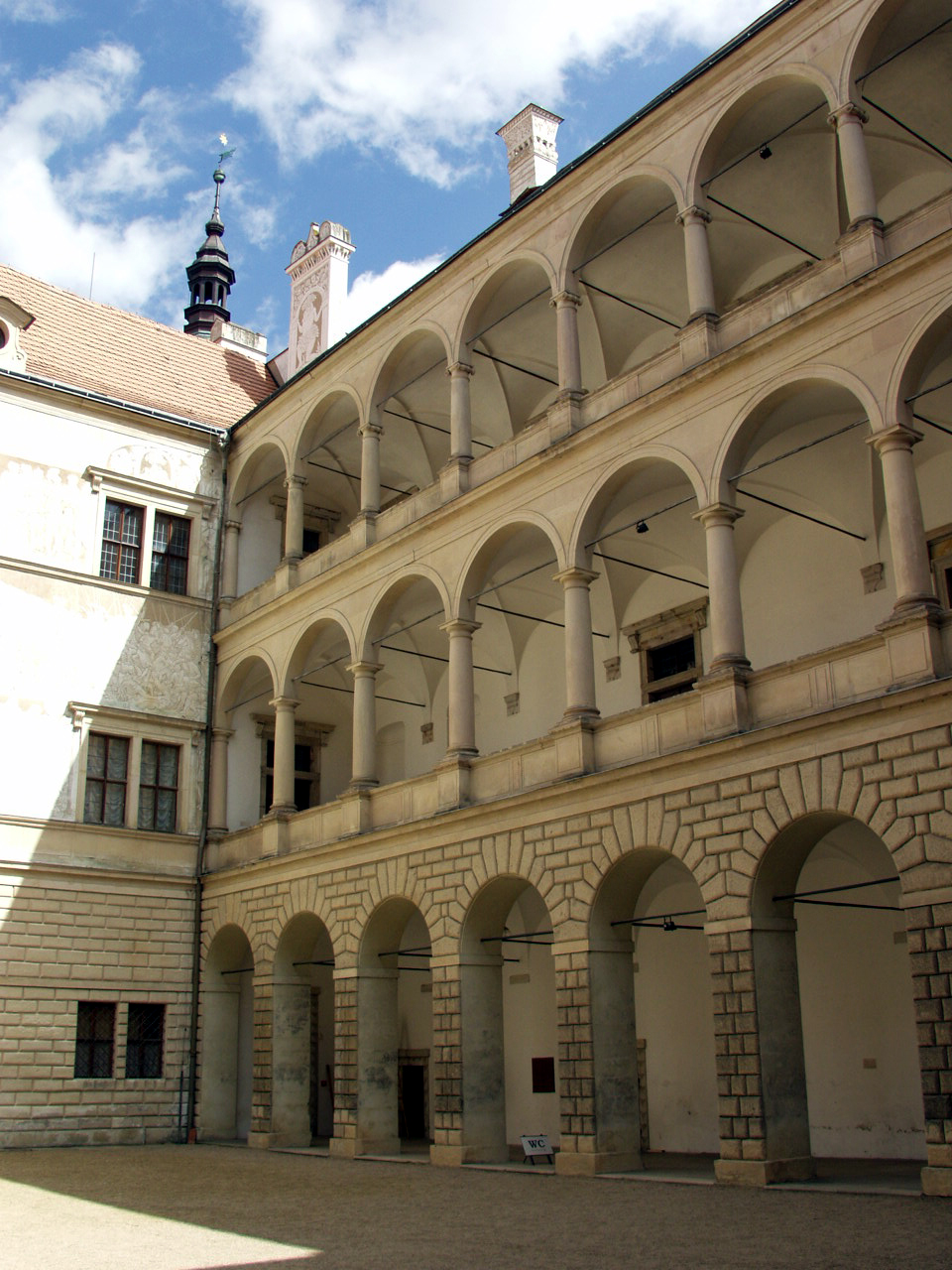
Замок
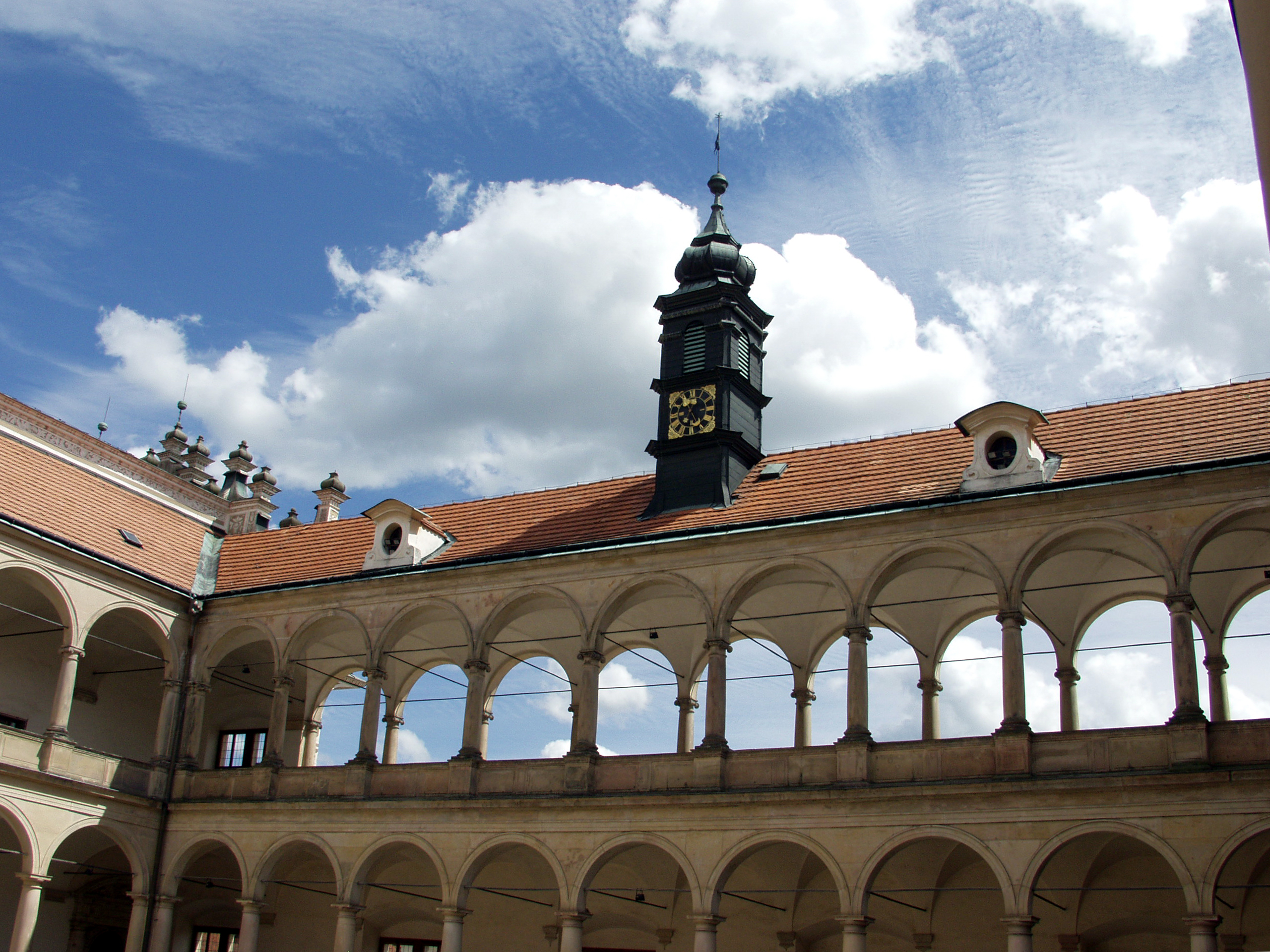
Замок
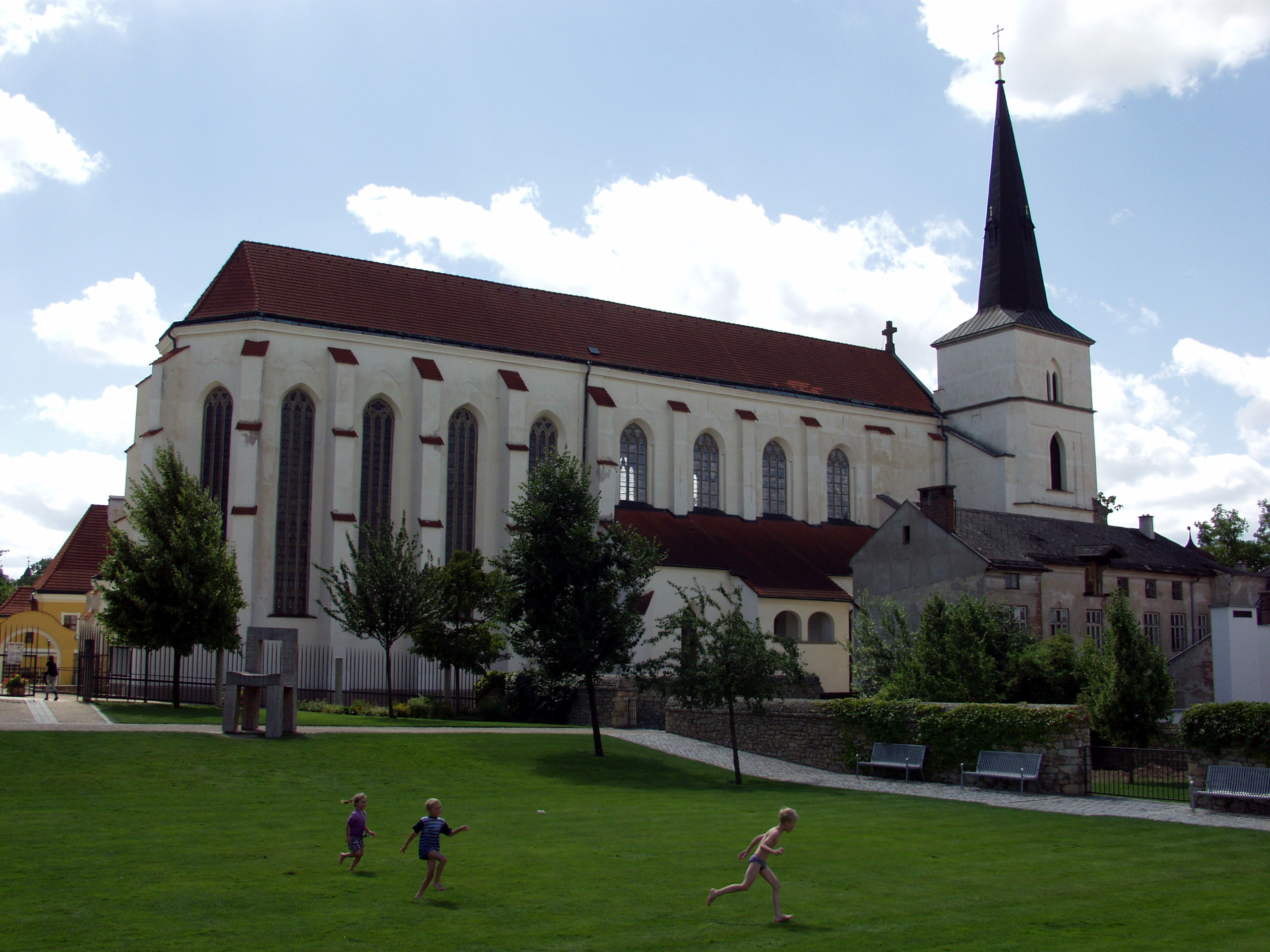
Августинська церква
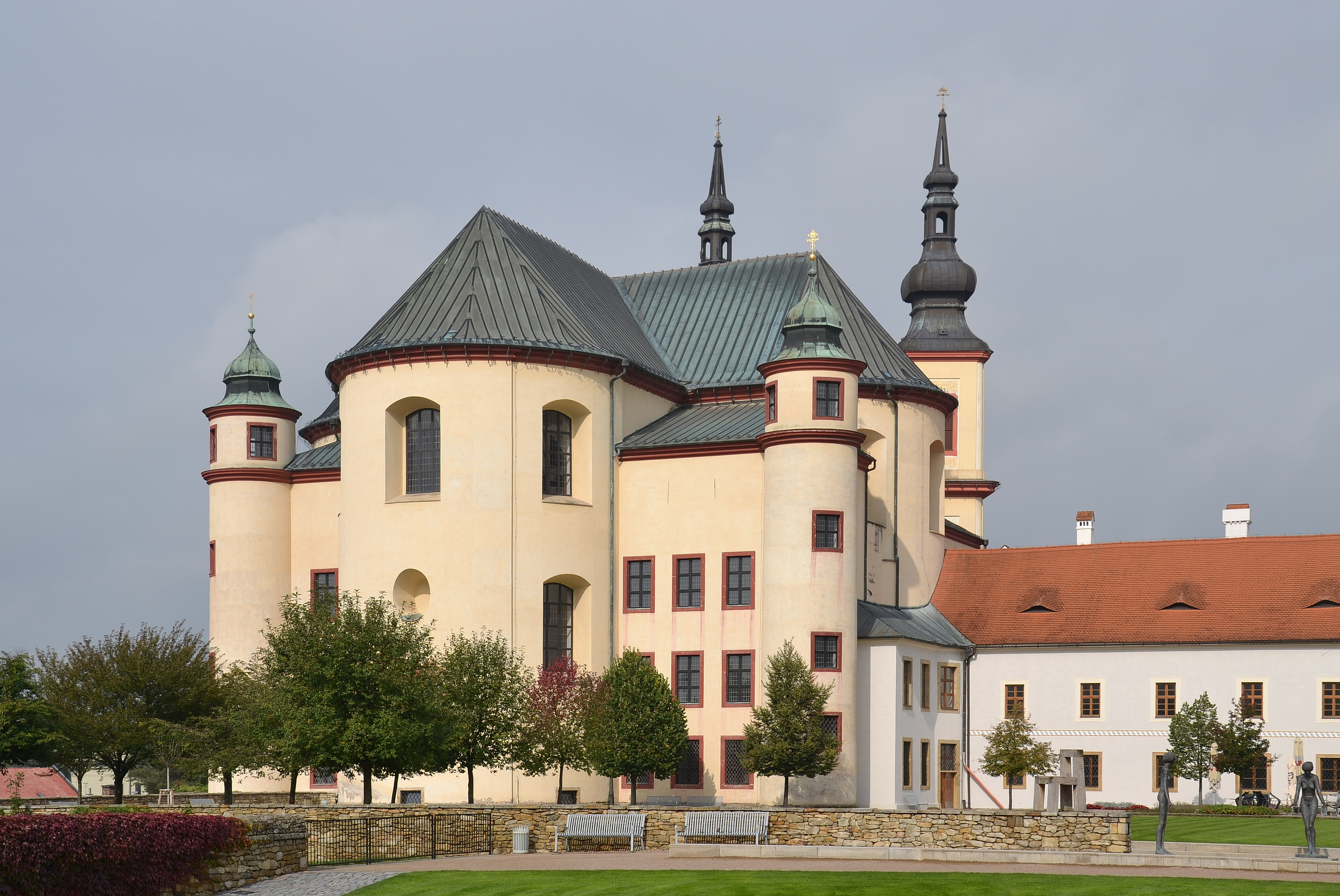
Монастир піарів
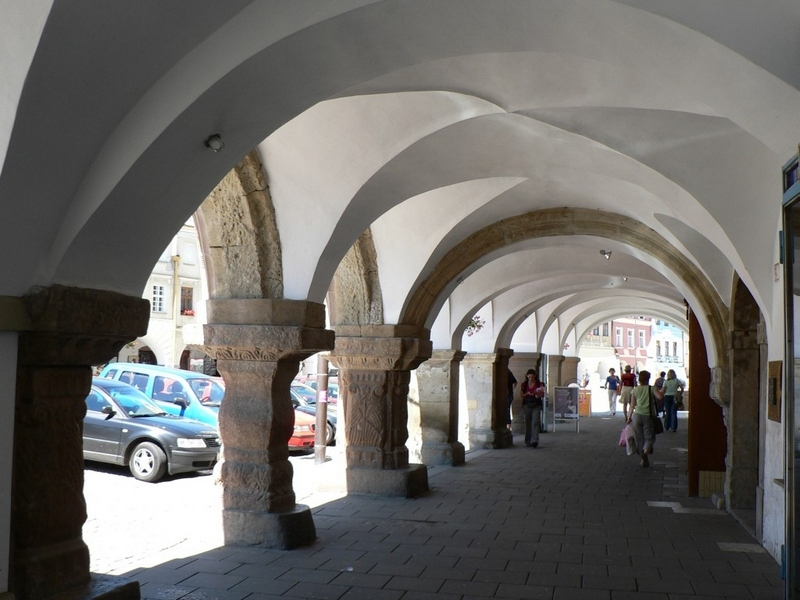
Стара ринкова площа